# 송언종
송언종(1937년 4월 5일 ~ 2020년 5월 5일)은 광주광역시장. 전남도지사, 체신부 장관 등을 역임한 행정 관료 출신의 법조인이다. 안우만과 대학 동기다. 부인 박수자와 사이에 3남 2녀가 있다.

## 생애
1937년 전라남도 고흥군에서 여산 송씨 집안에서 태어나 서울대학교 법학과를 졸업하고 1961년 제13회 고등고시 행정과에 합격하였다. 1962년 전라남도 내무국 수습행정 사무관을 시작으로 행정관료로 전라남도에서 근무하다가 1963년 고등고시 사법과에서 합격했지만, 이후 내무부 지방행정과장, 장흥군수와 광주시장 등을 거쳐 경상남도와 경기도에서 부지사로 재임하였다. 경상남도 부지사로 재직할 때 도지사와 함께 1갑에 450원하는 솔과 거북선 등 고급담배 대신 갑당 300원하는 은하수 담배를 손님 접대용에까지 애용하여 도청 내 직원들이 은하수를 애용하였다. 내무부에서 근무하면서 "새마을 운동 활성화에 크게 기여했다"는 평가를 받은 송언종은 5공화국이 출범한 이후인 1982년 6월 23일 사회정화위원회 위원에 임명되어 대한병원협회에서 진행한 병원서비스 향상 방안을 주제로 하는 세미나에 참석하는 등 5년동안 3부 부장을 하면서 전국 17만 지역정화위원 조직관리로 능력을 인정받았으며, 전임이  지방 청와대 집기 은폐 사건과 관련하여 1987년 9월 14일에 사표를 제출하여 의원면직된 전라남도 도지사에 올림픽이 끝난 10월 4일에  이상희 내무부 차관이 후임으로 지명되자 전두환 대통령에 의해 내무부 차관에 임명되었다.  내무부 차관으로 있으면서 10명 이내의 대통령 후보 전담 경호팀을 구성하고 투,개표장 집단 소란에 대비하는 등 공정선거관리 임무를 다하였으며 새로 취임한 노태우 대통령에 의해 재신임을 받아 계속하여 내무부 차관으로 기용되었다. 1988년 6월 실시 예정이었던 지방의회의원 선거를 앞두고 1988년 3월 8일 국회 법사위에 출석하여 "4월 총선에 이어 5월에 지방의회의원 선거를 실시하는 것은 농번기와 올림픽 대비 문제 등에 비추어 시기적으로 매우 부적절한 것으로 판단된다"며 "가능한 아무리 늦어도 올림픽 이후 연내에는 지방의회를 구성해야 하지 않겠느냐는 것이 정부의 생각"이라고 말했다. 이용훈 의원이 "지방자치법 본문에 자치단체장을 선출하기로 해놓고 부칙에는 이와 반대로 입명 조항을 경과규정으로 삽입해도 법 체계상 맞는 것이냐"고 문제를 제기하자 "임명조항을 본문 중에 단서로 넣기 보다는 부칙에 넣는 것이 좋다는 법제처 의견을 따랐을 뿐"이라고 답했다. 지방의회의원 선거를 앞두고 "우리 지역사람을 시도지사로 배치해달라"는 주민들의 욕구를 반영하기 위해 시도지사에 지역 출신의 관료를 배치하기 위해 대폭 개각이 이루어졌던 1988년 5월 19일에 송언종도 내무부 차관에서 경질되었다. 송언종의 내무부 차관 재임은 2개월 14일로 노태우 정부 최단명 각료 기록을 세웠다. 도지사 공관 집기 은폐와 관련하여 사의를 표명한 문창수 전남도지사 후임으로 1988년 10월 4일에 임명되었다. 전남도지사로 있으면서 윤근환 농림수산부 장관이 벼 작황을 살펴보기 위해 헬기 편으로 전국을 돌아보다 급유차 광주 비행장에 잠시 기착했을 때 급히 비행장으로 차를 몰아 "장관님, 전남의 고추 재배 면적이 전국의 12%입니다. 그런데 배정된 정부의 고추 수매 물량은 1180톤에 불과합니다. 이를 최소 3천톤으로 늘려주셔야 합니다."며 면담을 요청했으며 국회에서 "주암다목적댐 공사를 재벌업체인 동아그룹과 독점수의계약한 이유와 군도와 지방도 시설공사까지 대기업에 수의계약을 상신한 이유가 무엇이냐"는 국정감사 질문이 있자 "앞으로 건설공사는 법이 허용하는한 원칙적으로 공개입찰로 처리하겠다"면서 "모든 공사는 도내 업체들이 참여할 수 있도록 최선을 다하겠다"고 했다. 11월 15일에 고향인 고흥군을 초도 순시한 자리에서 고향 친지들로부터 환영을 받으면서 여산 송씨 대표 송중석으로부터 "5공화국 비리 중에 전두환 전 대통령의 친인척비리가 국민의 지탄을 받고 있다"며 "문중에선 도지사에게 어떤 청탁이나 이권도 요구하지 않기로 결의했다"고 했으며 고흥군 번영회 회장도 "고향 출신 도지사를 돕는 길은 어떤 청탁도 않는 것"이라며 "고흥군민들은 송 지사에게 아무 것도 바라지 않기로 했다"고 말했다. 1988년 11월 21일에 5.18 민중항쟁 부상자 동지회 회원 30여명이 전남도청 도지사실을 점거하고 광주학살 원흉 전두환 구속 처단과 광주항쟁 때 입은 부상으로 목포 애중원에 입원중 숨진 김형영의 사인규명 및 보상을 요구하며 농성을 벌이자 "김형중의 사인 조사를 실시하겠다"고 약속하였다. 1989년 2월 21일 송언종 도지사가 출근을 위해 공관 정문을 여는 순간 정문 경비실에 사과탄 1개와 화염병 10개를 던지면서 일제히 달려들어가 정문에서 30미터 떨어진 도지사 전용숙소 1, 2층에 화염병 20개를 던지고 달아난 사건이 발생하여 도지사 집무실 거실 침실 등 100여평과 경비실 60여평이 전소되었다. 이에 대해 송언종은 "본인의 부덕한 소치로 이같은 불상사가 일어났다"며 "어떤 경우건 폭력을 행사해서는 안되며 더구나 화염병을 던지는 일은 절대 없어야겠다는 공감대가 형성돼 전화위복의 계기가 되었으면 좋겠다"고 말했다. 노태우 대통령의 중간 평가 보류 발표가 있은 이틀 후인 1989년 3월 22일 도내 시장, 군수회의에서 "대통령 특별담화의 본 뜻을 올바르게 인식하고 일체의 동요나 혼란없이 소임 완수에 최선을 다하라"고 하면서 "야당세가 강한 전남 지방에서 중간평가를 위한 국민투표가 실시돼 지지율을 높이기 위해 동분서주해야 할 것을 생각하면 아찔하기만 했다"고 말했다. 1989년 9월 19일 열린 전남도청에 대한 국정감사에서 "중소기업진흥공단의 시설근대화 자금이 전남도에선 1개업체도 지원받지 못했다"는 지적이 있자 "중소기업진흥공단의 시설근대화자금과 창업지원자금을 타도보다 적게 받은 게 사실"이라고 하면서 "추천을 해도 담보능력이 없어 탈락되어 안타깝다"고 했다. 앞서 광주시장로 재임하면서 "너무 고집이 세다"고 할 만큼 강직하고 "조리에 맞지 않으면 안통한다"고 할 정도로 '조리', '송곳'이라는 별명으로 불렸던 송언종이 1990년 6월 21일 실시된 차관 및 시도지사 인사에서 경질되자 "호남 인사에 대한 보복적 인사조처에 따른 희생양"이라고 하면서 "원칙이나 조리에 맞지 않으면 안통하는 도지사의 고집이나 소신이 여야의원의 압력이나 기업들의 이권청탁이 통하지 않아 부담스러웠을지는 몰라도 역대 도백 중 그만한 사람은 없다"는 평가를 받았다. 1990년 6월 전남도지사를 마지막으로 내무부에서 물러나자 공직생활이 끝난 것으로 알고 사법시험에서 합격한지 27년만에 사법연수원에 등록하여 1991년 3월 사법연수원 22기 298명과 함께 법무실무교육을 받을 계획이었으나 1990년 12월 27일에 노재봉 총리 등을 임명하는 개각을 하면서 체신부 장관에 임명되었다. 체신 행정에 대해 경험이 전혀 없었던 송언종이  업무보고를 받는 자리에서 기초적인 용어에서부터 복잡한 통신체계에 이르기까지 물어서 실묵 국장을 당황하게 했지만 체신부 장관으로서 통신방송위성사업추진위원회 위원장을 겸직하는 등 미래 정보화 사회를 위한 기반을 닦았다. 그러나 제2이동통신 사업자 선정과 관련하여 "선정작업을 끝내고 사업자를 확정발표할 때 평가기준 및 채점내용을 낱낱이 공개하겠다"고 했지만 '2차 집계표' 중에 290점이 배점된 혼선방지대책의 적정성이란 항목에 선경 223점, 포철 203점, 코오롱 200점을 받은 것으로 공표되었고 구체적인 세부 득점 내용을 공개하지 않아 논란이 있었다. 그러자 선경이 사업권을 반납하자 "행정행위의 취소는 중대한 하자를 전제로 해야 하는데 체신부의 사업자 선정에는 아무런 하자가 없었다"면서 "사업권 반납이 선경 자체의 귀책 사유에 기인하는 것이라면 다음 사업자 선정에 선경의 참여가 제한될 수 밖에 없다"며 "선경을 상대로 허가 대상자 지정 통보를 취소할 필요는 없다"고 했다.이후 제2이동통신 사업자 선정을 백지화하고 "차기 정부에서 선정한다"고 밝혔다. 연기군 관권 부정사건이 발생하자 1992년 9월 16일 김영삼 민자당 총재가 체신부 장관을 포함하여 대폭적인 경질을 요구하였으나 유임되었으며 김영삼 정부가 출범한 1993년 2월에 체신부 장관을 마지막으로 공직에서 물러나 1993년 2월 24일 사법연수원 등록을 거쳐 3월 사법연수원 입소하여 고시 합격 32년만인 1995년 2월 16일 291명과 함께 24기[[사법연수원을 수료하고 변호사를 개업하면서 "공직을 그만둔 뒤 여생동안 국가와 사회를 위해 할 수 있는 일이 뭘까 고민한 끝에 행정경험을 살려 변호사가 되기로 했다"며 "미력이나마 무료변론 등을 통해 어려운 사람이나 억울한 처지에 있는 사람을 돋고 싶습니다. 특히 행정경험을 살릴 수 있는 행정소송 분야라면 좋겠다는 생각입니다"고 말했다. 수료식에서 사법연수원 원장 표창을 받은 송언종에 대해 사법연수원 등록과 관련하여 사법연수원 측은 "다른 연수생의 경우 지난해 모두 등록을 마친 상태여서 사실상 등록이 끝났지만 만학도인 송언종에 대해서는 특별히 추가 등록 형식으로 입원 신청서를 받아주었다"고 했다.

1995년 6월실시할 통합 지방선거에서 유력한 전남도지사 후보로 거론되었으나"나는 정치할 사람이 못된다"고 말한 송언종은 민주당 원내총무였던 신기하에 의해 천거되어 1995년 4월 25일에 열린 민주당 대의원 대회에서 "앞으로 광주가 민주화 성지 뿐만 아니라 정보통신의 시범시가 되도록 만들겠다"면서 "대의원들의 식면을 믿고 있다"며 지지를 호소하여 결선투표까지 가는 접전을 벌인 끝에 125표를 얻어 86표를 얻은 이영일 후보를 제치고 광주시장 후보로 선출되었다. 후보로 선출되면서 "민주당을 중심으로 한 정권교체의 밑거름이 되겠다"는 소감을 밝혔다. 경선 과정에서 과거 군사정권에서 행정관료로서 일했던 경력으로 비판받았다. 지방선거에서 여당 후보가 "문민정부 탄생 배경도 5.18로 정리될 수 있다"고 말하자 송언종은  "불의와 독재에 항거해 일어난 민주화운동"이라고 규정하면서 "가장 중요한 것은 진상규명이라고 생각하지만 현 집권층에는 가해자의 일부가 포함돼 있어 과연 공정한 처리가 되겠는가 걱정하는 사람이 많은 것 같다"고 하면서 "당시 어떤 자리에서 무슨 일을 하고 있었는가"는 질문에 "전라남도 국방대학원 학생 신분이었다"고 답했다. 광주광역시장에 당선되면서 "지방자치제 정착을 위해 노력하겠다"고 말한 송언종은 1996년 8월 28일 김영삼 대통령에게 "5.18 관련한 피고인들에 대해 어떤 경우에도 정치적 고려에 의한 사면이 이뤄져서는 안된다는 것이 광주시민들의 여론"이라고 말했다. 1998년 6월 재선에 도전하면서 "재임 시절 시작한 지역 사업을 마무리짓고 21세기에 대비한 도시발전기틀을 확고히 다지겠다"고 했으나 1998년 4월 25일 열린 새정치국민회의 대의원 경선에서 고재유 전 광주광역시 광산구청장에게 밀려 후보 선출에 실패했다.

## 학력
- 경동고등학교 졸업
- 서울대학교 법과대학 법학 학사

## 경력
- ~ 1967년 10월 9일 내무부 서무과 행정계장
- 내무부 행정과장
- 1967년 10월 10일 내무부 기획관리실장[42]
- 1967년 5월 6일 전라남도 내무국 지방과장[43]
- 전라남도 기획감사실장[44]
- 1970년 3월 3일 전라남도 장성군 군수[45]
- 1971년 8월 20일 전라남도 장흥군 군수[46]
- 1972년 6월 5일 내무부[47]
- 1974년 11월 13일 내무부 행정과장[48]
- 1976년 7월 24일 내무부 지방국 새마을담당관[49]
- 1976년 8월 9일 내무부 새마을담당관[50]
- 1977년 7월 20일 ~ 1979년 7월 15일  제30대 광주시장
- 1979년 7월 10일 국방대학원 입교[51]
- 1979년 7월 14일 내무부 본부[52]
- 1979년 10월 17일 이사관 승진[53]
- 1980년 8월 1일 경상남도 부지사[54]
- 1981년 6월 25일 경상남도 제1부지사[55]
- 1981년 12월 2일 경기도 부지사[56]
- 1982년 6월 23일  ~ 1987년 9월 13일 사회정화위원회 위원(1급 상당)[57]
- 1987년 9월 14일 ~ 1988년 2월 제39대 내무부 차관
- 1988년 3월 4일 ~ 1988년 5월 19일 제40대 내무부 차관
- 1988년 10월 4일 ~ 1990년 6월 20일 제24대 전라남도지사
- 1990년 12월 27일 ~ 1993년 2월 25일 제39대  체신부 장관

## 역대 선거 결과
| 실시년도 | 선거      | 대수 | 직책 | 선거구     | 정당   | 득표수    | 득표율          | 순위 | 당락 | 비고           |
| -------- | --------- | ---- | ---- | ---------- | ------ | --------- | --------------- | ---- | ---- | -------------- |
| 1995년   | 지방 선거 | 7대  | 시장 | 광주광역시 | 민주당 | 469,570표 | \| \| 89.71% \| | 1위  |      | 초선, 민선 1기 |
|          | 89.71%    |      |      |            |        |           |                 |      |      |                |

## 수상
- 제58회 광주저국체전 유공자 문교부 장관 감사장[58]
- 1995년 2월 16일 사법연수원 원장 표창장

## 가족 관계
- 배우자 : 박수자
  - 슬하 3남 2녀 (송상헌, 상민, 상희, 상경, 상호)